# 孔日
孔日（法語：Congy，法語發音：[kɔ̃ʒi]）是法国马恩省的一个市镇，属于埃佩尔奈区。

## 地理
孔日（48°51'34"N, 3°49'41"E）面积17.47 平方千米，位于法国大東部大區马恩省，该省份为法国东北部内陆省份，北起阿登省，西北接埃纳省，西南接塞纳-马恩省，南至奥布省，东南接上马恩省，东临默兹省。
与孔日接壤的市镇（或旧市镇、城区）包括：蒙莫尔-吕西、韦尔-土伦、夸扎尔-若什、维勒沃纳尔、拜村、尚波贝尔、拉科尔、埃托日、费尔布里扬日。

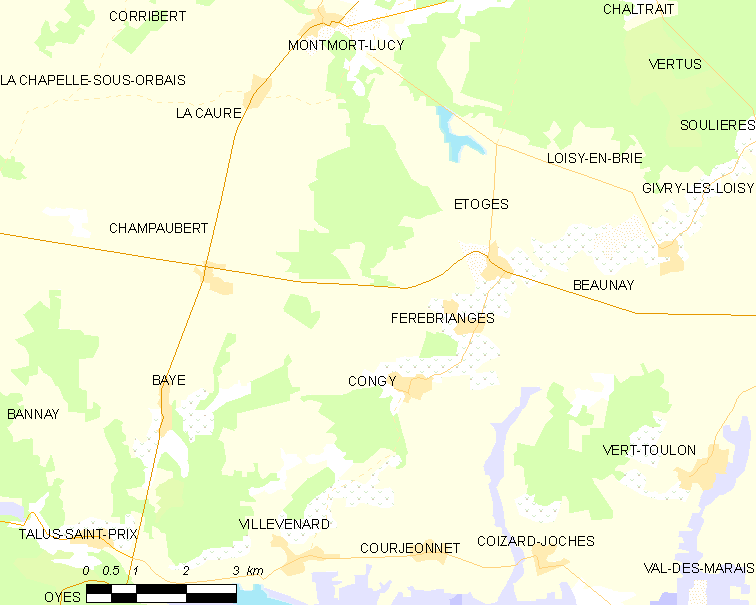
孔日的OSM定位图

孔日的时区为UTC+01:00、UTC+02:00（夏令时）。

## 行政
孔日的邮政编码为51270，INSEE市镇编码为51163。

## 政治
孔日所属的省级选区为多尔芒-香槟景县。

## 人口

1962-2008年间孔日人口变化图示

孔日于2022年1月1日时的人口数量为256人。